# Grote Raad van Mechelen

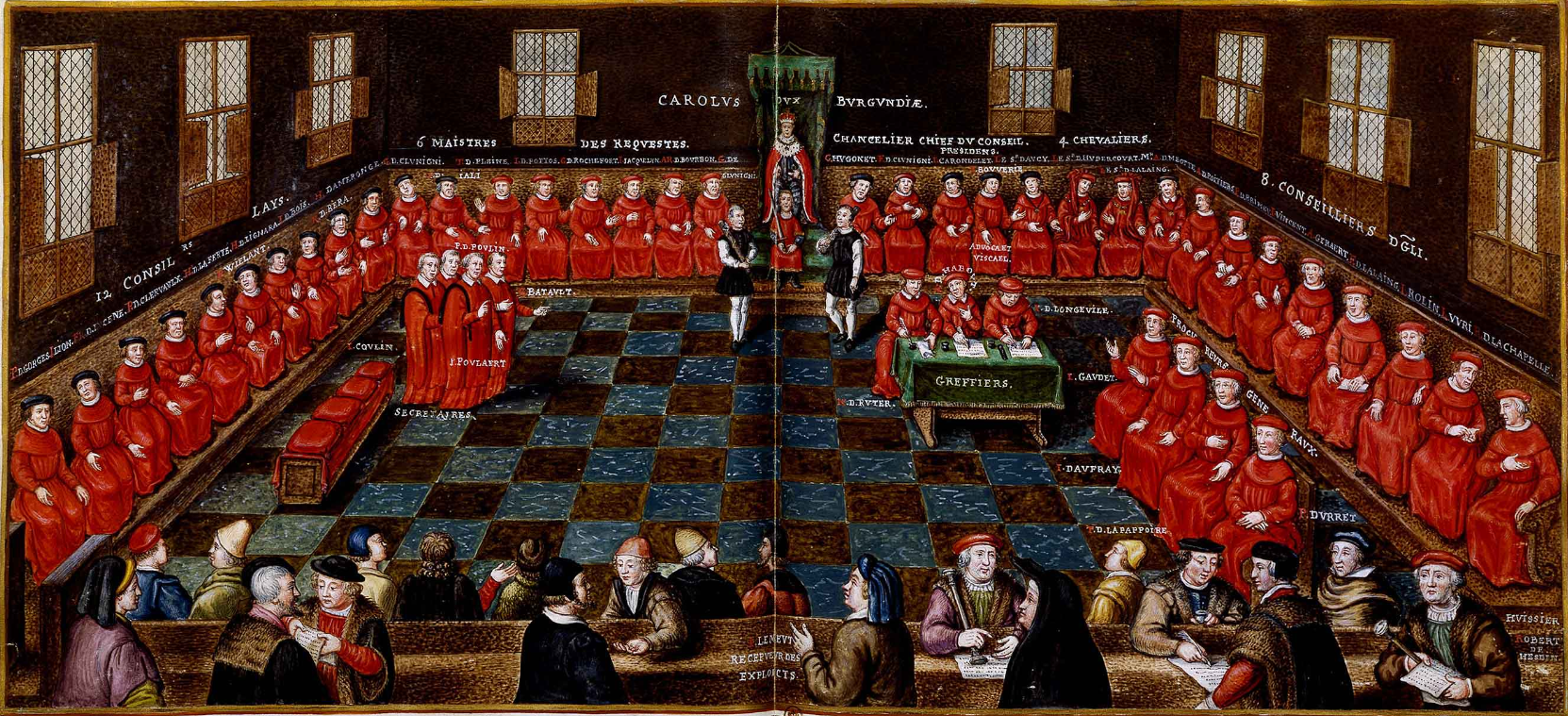
Zitting van de Grote Raad onder Karel de Stoute

De Grote Raad der Nederlanden te Mechelen was vanaf de vijftiende eeuw het hoogste rechtscollege in de gebieden die waren samengebracht als de Nederlanden, een gebied met Nederlands-, Frans- en Duitstalige inwoners. In het Frans sprak men van le grand conseil des Pays-Bas à Malines, in het Duits van der Grosse Rat der Niederlände zu Mecheln. In het Luxemburgs zegt men nog altijd "mir ginn op Mechelen" (wij gaan naar Mechelen) als men zijn laatste troef wil uitspelen. De Grote Raad zetelde eerst in het Schepenhuis van Mechelen en vanaf 1616 in het Hof van Savoye aan de Keizerstraat.

## Ontstaan en ontwikkeling

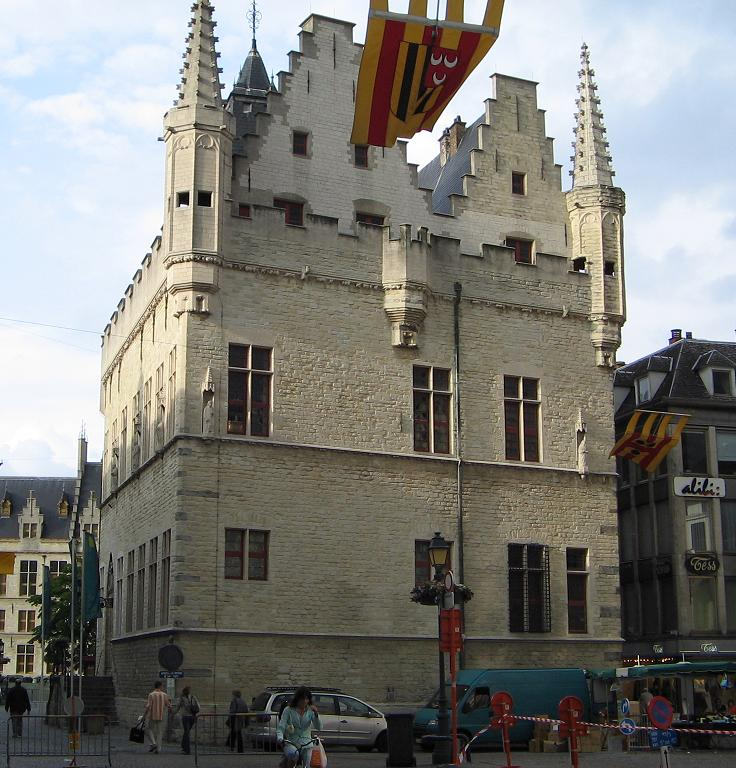
Het schepenhuis te Mechelen, zetel van het parlement tussen 1473 en 1477 en van de Grote Raad tussen 1504 en 1616

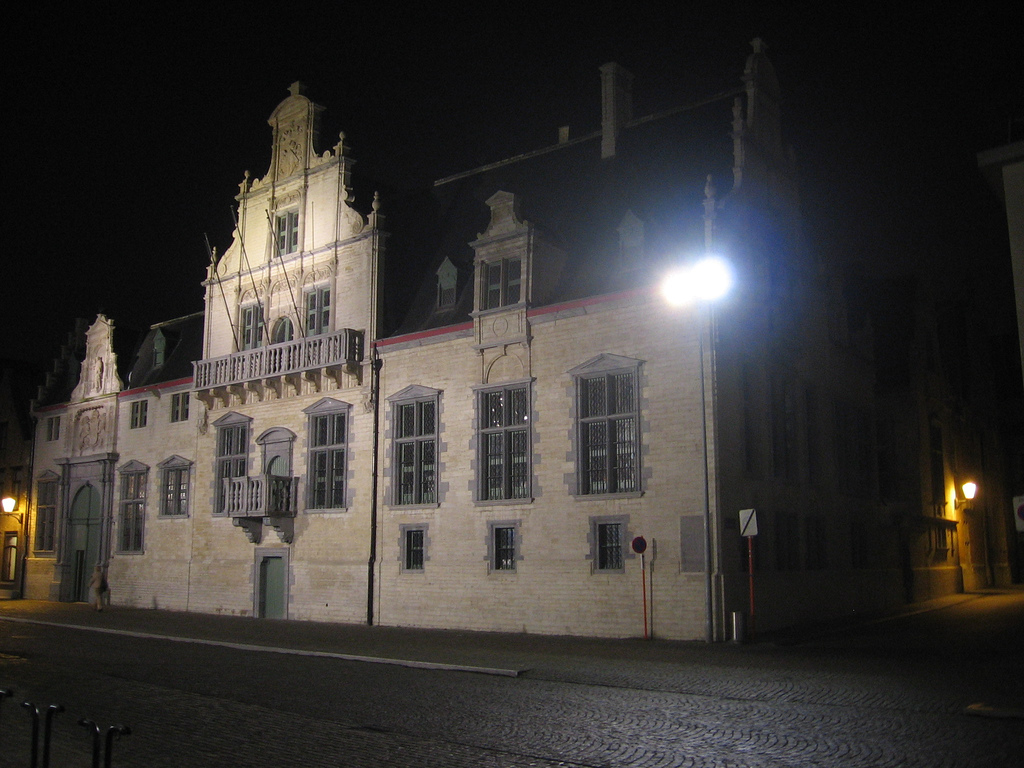
Het Hof van Savoye te Mechelen, zetel van de Grote Raad tussen 1616 en 1792

In de middeleeuwen lieten vorsten zich bijstaan door raadgevers, die vaak samen met de vorst een hofraad (in latijn ook consilium of curia genoemd) vormden. Binnen de hofraad van de Bourgondische hertogen ging zich vanaf het midden van de 15e eeuw een aparte groep specialiseren in het recht en de rechtspraak.
De Hofraad reisde aanvankelijk mee met de hertog. In 1473 gaf Karel de Stoute zijn gerechtelijke raad een permanente zetel in Mechelen; dit besliste hij in het Edict van Thionville. De vast residerende hofraad kreeg de benaming Parlement van Mechelen. Zij was bevoegd als hoogste rechtbank en als Rekenkamer. Na zijn dood in 1477 schafte zijn opvolger Maria van Bourgondië het centrale parlement af ten gunste van de Staten-Generaal der Nederlanden, bestaand uit vertegenwoordigers van de hoge standen van de burgerij, bezegeld in het Groot Privilege. De hofraad werd opnieuw een reizende instelling, die de hertogin raadgevend begeleidde.
De slinger ging telkens heen en weer tussen de centralisatiedrang van de vorsten en het particularisme van de Staten. Ook de Franse koning zag een parlement in Mechelen, als tegenhanger van het Parlement van Parijs, niet zitten.  Niettemin liet Filips de Schone de Grote Raad vanaf 1504 opnieuw permanent in Mechelen verblijven, maar zonder er nog de naam parlement aan te verbinden. De Grote Raad was enkel nog een rechtbank, geen politieke instelling meer.
In de zestiende eeuw groeide de territoriale bevoegdheid van de Grote Raad van Mechelen. Door de vestiging van het gezag van keizer Karel V over Doornik en het Doornikse, Utrecht, Friesland, Overijssel en Gelre omvatte het gebied nu het geheel van de zeventien Provinciën.
Daarna verloor de Raad alleen maar terrein. Na de Tachtigjarige Oorlog werden de Verenigde Provinciën onafhankelijk. In de Noordelijke Nederlanden werd de rechterlijke macht weer overgenomen door de provinciale raden en door de Hoge Raad van Holland, Zeeland en West-Friesland (1582). De Grote Raad van Mechelen behield alleen een rol in de overblijvende Zuidelijke Nederlanden, waarvan Frankrijk dan weer de meest zuidelijke provincie Artesië en delen van Vlaanderen, Henegouwen en Luxemburg annexeerde.
Een aantal provinciale raden verklaarden zich soeverein: in het begin van de 16e eeuw deden de raden van Brabant en Henegouwen dat al; op het einde (1782) ook nog de justitieraden van Luxemburg en Doornik. Zo bleven alleen nog Vlaanderen, Mechelen, Namen en Opper-Gelre over.
De Grote Raad ging ten onder bij de Franse Revolutie. Bij de eerste Franse inval in 1792 week de Raad uit naar Roermond, waar hij nog kon waken over het laatste niet bezette gebiedsdeel, de twaalf overblijvende gemeenten van Oostenrijks Gelre.
Bij de tweede Franse inval in 1794 vertrok een deel van de raadsleden naar Regensburg en Augsburg, in keizerlijk gebied; een ander deel koos voor het nieuwe regime en ging in de nieuwe gerechtelijke instellingen zetelen.

## Samenstelling

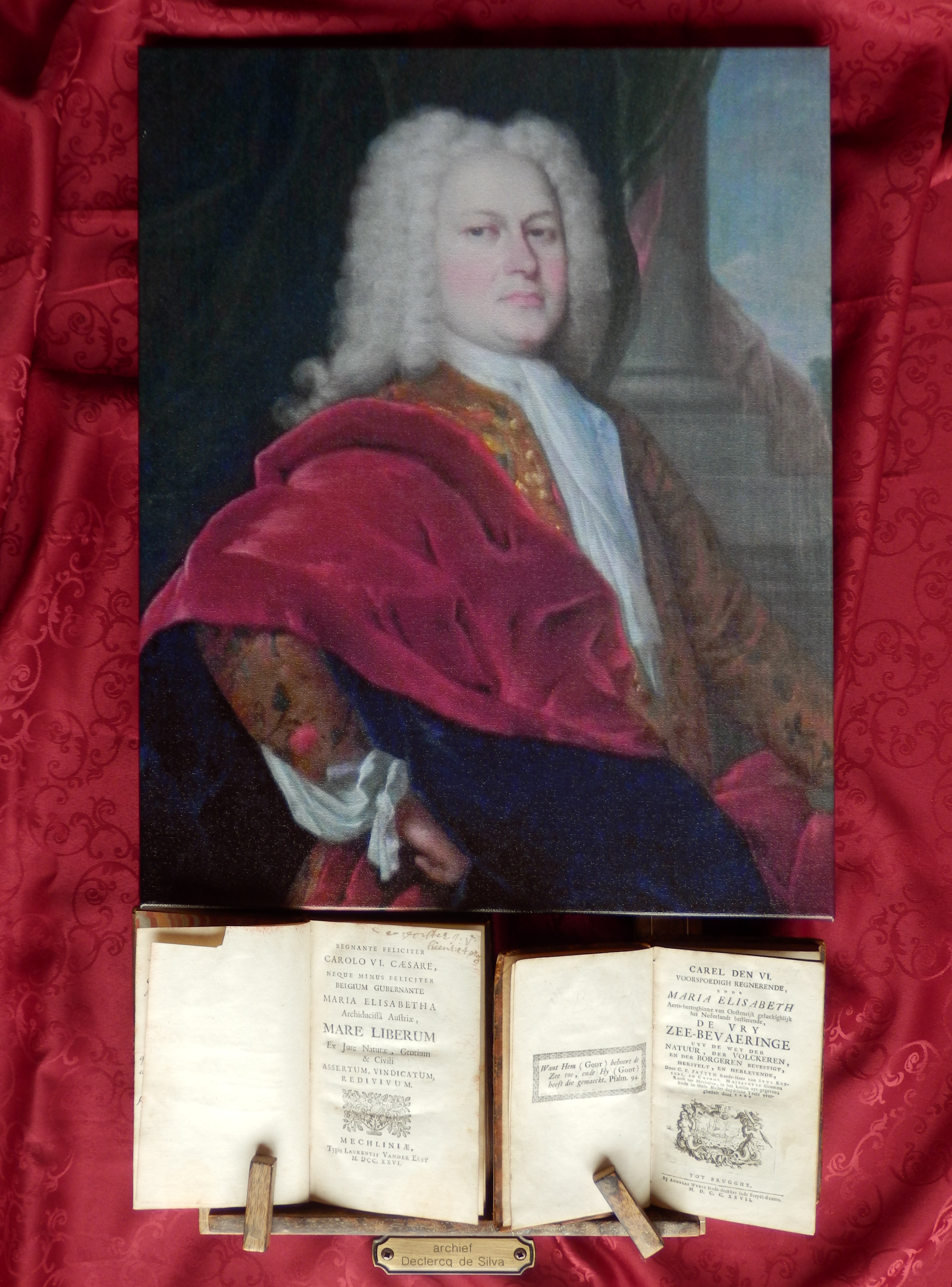
Charles Philippe de Patin, Nederlands jurist, regent-raadsheer Hoge Raad van Mechelen vanaf 1721, vanaf 1733 Raadsheer Hoge Raad der Nederlanden in Wenen.

De samenstelling van de Grote Raad bleef al die tijd opmerkelijk stabiel.  Men treft één voorzitter of president aan, vijftien of zestien raadsheren, één procureur-generaal, één substituut-procureur-generaal, één advocaat-fiscaal, een tiental bezoldigde secretarissen, twee of drie griffiers, advocaten en ten slotte ook deurwaarders.
Alle raadsleden werden benoemd door de vorst uit een kandidatenlijst van de Raad zelf. Zij moesten licentiaat of doctor in de rechten zijn van een van de universiteiten van de vorstelijke landen. Bij de in het rood geklede raadsheren waren er traditioneel een viertal geestelijken, later verminderd tot twee.
Onder meer de volgende personen zijn lid geweest van de Grote Raad van Mechelen:
- Jan I Carondelet
- Jan II Carondelet
- Jeroen van Busleyden
- Engelbert van den Daele
- Viglius
- Arnold Baert
- Filips Wielant
- Joachim Hoppers
- Petrus Govarts
- Charles-Philippe de Patin

Luisterrijke woningen in Mechelen herinneren nog aan hun verblijf, zoals het Hof van Busleyden, het Hof van Palermo en het Hof van Prant.

## Voorzitters

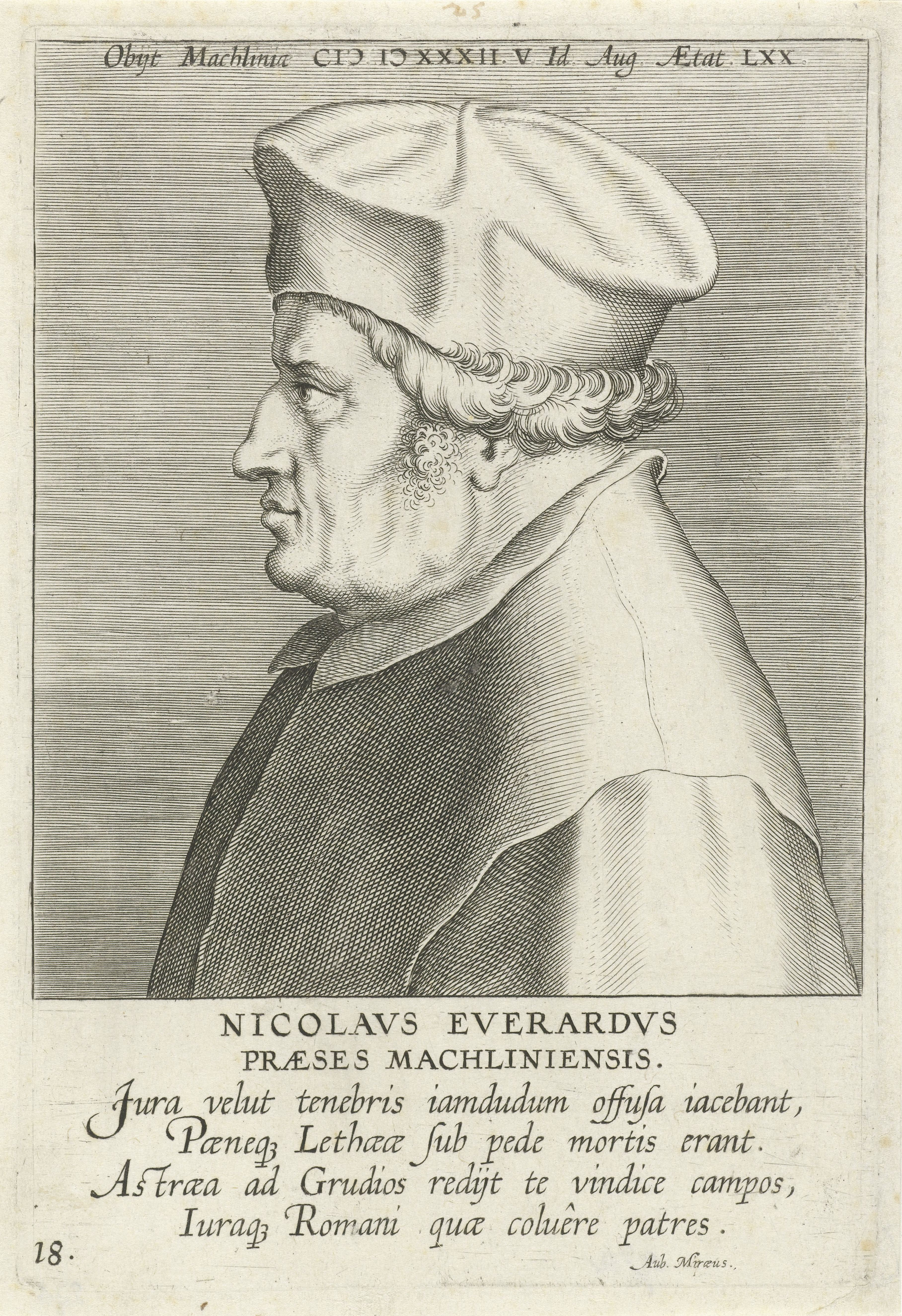
Nicolaes Everaerts, Vlaams geleerde, Voorzitter Hoge Raad van Mechelen

- 1503-1521: Joannes Peeters, heer van Catz
- 1521-1528: Judocus Lauwerys
- 1528-1532: Nicolaas Everaerts
- 1532-1557: Lambert de Briaerde
- 1557-1562: Nicolas II Everaerts
- 1562-1584: Jan van Glymes, heer van Waterdijk
- 1584-1598: Jan vander Burcht
- 1598-1604: Igram van Achelen
- 1605-1622: Jacques Liebart
- 1622-1628: Ranunce de France, heer van Noyelles
- 1628-1637: Zeger Coulez
- 1637-1651: Henri de Vicq, heer van Meuleveldt
- 1651-1661: Antoine l'Hermite
- 1661-1669: Adrien de France, heer van Noyelles
- 1669-1686: Jan Antoon Locquet
- 1686-1690: André del Marmol[2]
- 1690-1690: Willem Filips van Herzele
- 1690-1699: Willem Albert van Grysperre
- 1699-1707: Hyacinthe-Marie de Brouchoven
- 1707-1714: Jacques Jean Baptiste Stalins, heer van Poppenrode
- 1716-1725: Christophe Ernest, graaf van Baillet
- 1726-1738: Pierre-Primitive van Volden
- 1739-1756: Eugène Joseph d'Olmen, baron van Poederlee
- 1756-1773: Guillaume-Ignace Pycke, heer van Idegem
- 1773-1794: Goswin de Fierlant

## Bevoegdheden

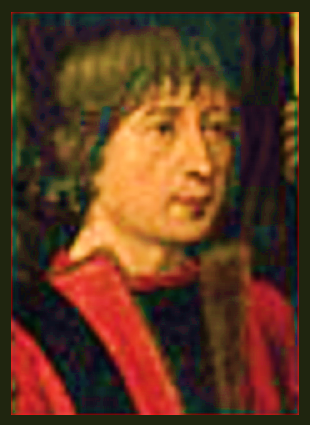
Willem van Overbeke (Guillaume d'Overbeke) 1474–1529, secretaris van de Grote Raad van Mechelen.

De competentie van de Grote Raad kon sterk verschillen van periode tot periode en van provincie tot provincie. In de kleine heerlijkheid Mechelen oefende hij nagenoeg alle wetgevende en rechterlijke macht uit.
Hij was ook rechtbank in eerste en laatste aanleg voor personen en instellingen die onder de vorstelijke bescherming vielen. Leden van de hofhouding, ridders van het Gulden Vlies, en iedereen die door zijn titel of functie het privilegium fori had, kon enkel en alleen voor de Grote Raad gedaagd worden.
Voor het overige fungeerde de Raad als hof van beroep of hooggerechtshof ten overstaan van alle vonnissen van provinciale justitieraden en andere, lagere, rechtbanken in de XVII Provinciën (of wat daar later van overbleef). Hij oordeelde over zaken als privileges, mandementen,  benoemingsbrieven, kapersbrieven, schenkingen van ambten en goederen, beden en andere belastingen, bezitsvorderingen, bevoegdheidsconflicten tussen verschillende besturen, vaak ook grensconflicten. Zaken van familierecht en erfrecht daarentegen behoorden veelal tot de bevoegdheid van de kerkelijke rechtbanken.
Archivalia over de Grote Raad van Mechelen bevinden zich met name in het Algemeen Rijksarchief te Brussel en de Archives Départementales du Nord te Rijsel. Door de rechtspraak over vele streken en over zaken van allerlei aard gedurende drie eeuwen neemt de Grote Raad een belangrijke plaats in de rechtsgeschiedenis van Nederland en België.

## Zetel
Aanvankelijk was de Grote Raad gevestigd in het Schepenhuis van Mechelen. Door de Tachtigjarige Oorlog verhuisde hij in 1580 naar Namen. De zittingen vonden plaats in het huis van schepen Jean Rifflart op de Place Saint-Aubain. De Raad keerde in 1585 terug naar Mechelen en huisde er vanaf 1616 in het Hof van Savoye aan de Keizerstraat. Een nieuwe exodus vond plaats tijdens de Oostenrijkse Successieoorlog, toen de instelling via Namen naar Echternach vluchtte.

## Archief
Terwijl de archieven van andere belangrijke gerechtshoven als het Parlement van Parijs en het Hof van Holland grotendeels verloren gingen, zijn veel uitspraken van de Grote Raad van Mechelen met de onderliggende stukken bewaard gebleven. Ze zijn van groot belang om inzicht te krijgen in de laat-middeleeuwse en vroegmoderne rechtsvorming.